# Campionati di calcio del Río de la Plata

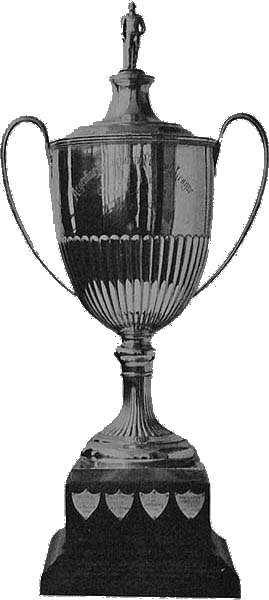
Trofeo della Tie Cup offerto nel 1900 da Francis Hepburn Chevallier Boutell, presidente della Argentine Association Football League dal 1900 al 1906.

I campionati di calcio del Rio de la Plata furono competizioni ufficiali di calcio disputate tra squadre dei due Stati bagnati dal Río de la Plata organizzate assieme dalla Federazione di calcio dell'Argentina e dalla Federazione di calcio dell'Uruguay e dalle precedenti federazioni calcistiche dei due Paesi. Sono state registrate nei documenti di carattere ufficiale delle due federazioni e sono state riconosciute dalla FIFA come tornei di carattere internazionale.
Furono disputate prima che la Conmebol iniziasse ad organizzare competizioni internazionali per club e non rientrano quindi tra le competizioni organizzate dalla confederazione. Nel libro pubblicato in occasione della 50ª edizione della Coppa Libertadores, la Conmebol fa riferimento a queste competizioni come i primi tornei internazionali fra club sudamericani.
La Tie Cup fu la prima di queste competizioni e la prima a livello internazionale dell'intera America. Fu giocata dal 1900 al 1920 e dal 1907 vi parteciparono i vincitori della "Copa de Competencia" dell'Uruguay e i club argentini vincitori della "Copa de Competencia"  della Provincia di Buenos Aires e della città di Rosario, capitale della Provincia di Santa Fe. Le edizioni dal 1900 al 1907 furono organizzate dalla sola Federazione Argentina con club argentini ed altri uruguaiani in qualità di invitati, per questa ragione sono riconosciute come campionati nazionali argentini e non come campionati del Rio de la Plata.
La Copa de Honor Cousenier, giocata dal 1905 al 1920, vide impegnati i campioni della Copa de Honor di ciascuna federazione, con il campione della Provincia di Buenos Aires come rappresentante argentino. Tra il 1916 e il 1957 si disputarono le edizioni della Copa Aldao, il primo e più prestigioso tra i campionati del Río de la Plata, che vide la partecipazione dei club professionisti vincitori del massimo campionato nazionale argentino e uruguayano. La Copa Confraternidad si disputò dal 1941 al 1946 tra i club secondi classificati nei due campionati di massima divisione. Nel 1923 fu disputata la sola edizione della Copa Campeonato del Río de la Plata, una competizione simile alla Copa Aldao ma con la partecipazione dei club vincitori dei campionati organizzati da federazioni minori (a seguito di una scissione, dal 1916 al 1929 sia in Argentina che in Uruguay vi furono due federazioni).

## Palmarès
Si considerano ufficiali soltanto le competizioni che furono portate a termine e non quelle a carattere amichevole o senza definizione.
| Club                                | Titoli | Edizioni vinte                                                              |
| ----------------------------------- | ------ | --------------------------------------------------------------------------- |
| Nacional Montevideo Uruguay         | 10     | 3 Copas Aldao; 1 Copa Confraternidad; 4 Copas de Honor Cousenier; 2 Tie Cup |
| River Plate Buenos Aires Argentina  | 6      | 5 Copas Aldao; 1 Tie Cup                                                    |
| Peñarol Uruguay                     | 5      | 1 Copa Aldao; 3 Copas de Honor Cousenier; 1 Tie Cup                         |
| Alumni Argentina                    | 4      | 1 Copa de Honor Cousenier; 3 Tie Cup                                        |
| Boca Juniors Argentina              | 4      | 2 Copas Confraternidad; 1 Copa de Honor Cousenier; 1 Tie Cup                |
| Montevideo Wanderers Uruguay        | 4      | 1 Copa de Honor Cousenier; 3 Tie Cup                                        |
| Racing Club de Avellaneda Argentina | 3      | 2 Copas Aldao; 1 Copa de Honor Cousenier                                    |
| Independiente Argentina             | 2      | 2 Copas Aldao                                                               |
| San Lorenzo de Almagro Argentina    | 2      | 1 Copa Aldao; 1 Copa Campeonato del Río de la Plata                         |
| Belgrano Argentina                  | 1      | 1 Copa de Honor Cousenier                                                   |
| River Plate Montevideo Uruguay      | 1      | 1 Copa de Honor Cousenier                                                   |
| San Isidro Argentina                | 1      | 1 Tie Cup                                                                   |

Le edizioni della Copa Aldao di 1940 e 1942 vinte per Nacional Montevideo, di 1957 vinta per River Plate e di 1913 vina per Estudiantes de La Plata sono considerate come edizioni senza definizione per l'abandono delle squadre vinte.